# Веселець (Тирговиштська область)
Веселе́ць (болг. Веселец) — село в Тирговиштській області Болгарії. Входить до складу общини Омуртаг.

## Населення
За даними перепису населення 2011 року у селі проживали 124 особи, з них 118 осіб (98,3%) — турки.
Розподіл населення за віком у 2011 році:
Динаміка населення: